# Remusatia
Remusatia, rod aroida iz porodice kozlačevki. Pripada mu 4 vrste gomoljastog bilja, epifita i litofita u Starom svijetu (Azija, Afrika) i Australija.
Najrasprostranjenija je Remusatia vivipara koja se javlja kao epifit na granama obraslih mahovinom, i kao litofit u pukotimnama stijena.

## Vrste
1. Remusatia hookeriana Schott
2. Remusatia pumila (D.Don) H.Li & A.Hay
3. Remusatia vivipara (Roxb.) Schott
4. Remusatia yunnanensis (H.Li & A.Hay) A.Hay

## Sinonimi
- Gonatanthus Klotzsch